# Metalloprotease
Metalloproteasen vormen een groep enzymen uit de protease-groep die ingedeeld worden naar de aard van de belangrijkste functionele groep in hun actieve centrum. Het zijn proteolytische enzymen die voor hun functioneren van een metaal afhankelijk zijn. De meeste metalloproteasen zijn afhankelijk van zink, enkele andere van kobalt.
Het metaalion vormt een coördinatiecomplex met drie histidine-imidazool-liganden. De vierde coördinatiepositie wordt ingenomen door een labiel watermolecuul.
De metalloproteasen worden onderverdeeld in twee subgroepen:
- Exopeptidasen, metallo-exopeptidasen (EC-nummer: 3.4.17)
- Endopeptidasen, metallo-endopeptidasen (EC-nummer: 3.4.24)

Chelatiebehandelingen zoals met ethyleendiaminetetra-azijnzuur leidt tot volledige desactivering van deze enzymen doordat dit zuur een metaalchelator is die de zink verwijdert die essentieel is voor de werking van de enzymen. De werking van metalloproteasen wordt ook geremd door orthofenanthroline, dat eveneens een chelator is.  